# Marija Francuska, vojvotkinja Brabanta
Marija (1198. – 1238.; vladavina: 22. travnja 1213. – 5. rujna 1235.) (Marie de France) bila je francuska princeza i vojvotkinja Brabanta.
Njezini su roditelji bili kraljica Agneza Meranska i Filip II., kralj Francuske. Marijin je djed bio vojvoda Bertold od Meranije. Marijin je mlađi brat bio princ Filip I., grof Boulogne-sur-Mera.
Papa Inocent III. je proglasio brak Agneze i Filipa ništavnim, što je značilo da se Marija nije smatrala zakonitim djetetom. To je značilo i da nije kraljevna. Međutim, kralj se nije htio pomiriti s tim te je papa ipak proglasio Mariju i njenog brata zakonitom djecom. Filip je tako i zakonski bio princ. Agneza se morala maknuti od muža jer im je brak poništen.
Marijin je prvi muž bio Filip I. od Namura. Nisu imali djece. Marija se 1213. godine udala za Henrika I., vojvodu Brabanta. I njemu je to bio drugi brak. Imali su dvije kćeri, Elizabetu i Mariju.
Marija je umrla te je pokopana u opatiji u Affligemu.